# Upplands runinskrifter 166
Upplands runinskrifter 166 är en vikingatida runsten av gråsten i Östra Ryds kyrka, Östra Ryds socken och Österåkers kommun. Stenen är 1,30 gånger 0,82 meter stor. Runstenen sitter inmurad i kyrkans norra vägg efter att tidigare ha legat som tröskelsten under dörren till sakristian. Stenen restes till minne av Sigvast av hans föräldrar.

## Inskriften
Translitterering av runraden:
ku lit · rasa ·  kuþlauh · iftiʀ · sun ·  miuk · nutan · trik · mirki · þisa · an it · sihuastr ·
Normalisering till runsvenska:
Gyi let ræisa [ok] Guðlaug æftiʀ sun [sinn], miok nytan dræng, mærki þessa. Hann het Sigfastr.
Översättning till nusvenska:
Gye lät resa och Gudlög efter sin son, en mycket dugande man, dessa märken. Han hette Sigvast.